# Jaroslav Jedlička
Jaroslav Jedlička (30. července 1891, Benešov – 15. prosince 1974, Praha) byl český lékař, specializoval se na vnitřní medicínu a zejména na ftizeologii. Je považován za zakladatele této lékařské disciplíny, která je součástí oboru tuberkulózy a respiračních nemocí (TRN) a zabývá se prevencí, diagnózou a léčením tuberkulózy, v Československu.

## Život
Byl prostředním synem inspektora finanční stráže Václava Jedličky, rodem z Kouřimi. Po maturitě na gymnáziu ve Vysokém Mýtě roku 1910 studoval na lékařské fakultě Univerzity Karlovy, kde promoval v roce 1915. K zájmu o léčbu tuberkulózy ho přivedla již jeho praxe vojenského lékaře v Olomouci. Po vzniku Československa si své vzdělání doplnil i v cizině, zejména ve Francii.
V roce 1919 se stal asistentem na I. interní klinice pod vedením profesora Syllaby. Na Syllabovo doporučení byl v roce 1921 jmenován ředitelem plicního sanatoria na Pleši, kde působil do roku 1926. V roce 1924 se habilitoval jako docent ftizeologie prací „Experimentální příspěvek k poznání absorpční schopnosti dutiny pleurální“. V letech 1932–1961 byl přednostou 1. kliniky TRN na 1. lékařské fakultě UK v Praze (dříve Ústav pro studium tuberkulózy Na Bulovce). V roce 1933 byl jedním ze zakladatelů Asociace československých ftizeologů. Roku 1936 se stal mimořádným profesorem. Během druhé světové války byl primářem tuberkulózního oddělení nemocnice v Motole.
V roce 1945 založil I. plicní kliniku, jejímž přednostou byl až do svého odchodu do důchodu v roce 1961. Od roku 1946 byl předsedou poradního sboru pro boj proti tuberkulóze při ministerstvu zdravotnictví. V roce 1947 se stal řádným profesorem ftizeologie a v roce 1956 získal hodnost doktora lékařských věd.
Již od roku 1914 často publikoval, jeho bibliografie vykazuje přes tři sta odborných prací, z nichž k nejdůležitějším patří učebnice Základy ftizeologie a Ftizeologie praktického lékaře. Zabýval se také dějinami lékařství, je autorem několika životopisných studií o J. E. Purkyňovi. Zaujaly ho i osobnosti Jana Jesenia, Eduarda Alberta, Bohumila Eiselta nebo Josefa Thomayera.
Byl členem domácích i zahraničních lékařských společností. V roce 1961 obdržel medaili Jana Evangelisty Purkyně, v  roce 1965 se stal čestným členem Československé lékařské společnosti Jana Evangelisty Purkyně.
Literární archiv Památníku národního písemnictví získal v letech 1973–1975 písemnou pozůstalost Jaroslava Jedličky, v níž je obsažena mj. jeho korespondence s některými lékaři (např. Maurice Bariéty, Etienne Bernard, Ladislav a Jiří Syllabové, Božena Kuklová-Štúrová, Ladislav Šula, Klement Weber).

## Příbuzní
Bratrem Jaroslava Jedličky byl patolog prof. MUDr. Václav Jedlička (1893–1971), strýci z matčiny strany byli ředitel Národního divadla JUDr. Jaroslav Šafařovič a senátor JUDr. Jindřich Šafařovič. V roce 1922 se oženil s MUDr. Marii Grohovou, dcerou filologa prof. PhDr. Františka Groha. Starší syn Jaroslava Jedličky Jiří (1922–1942) byl popraven nacisty za heydrichiády, mladší syn prof. MUDr. Pavel Jedlička (1926–1999) se věnoval neurologii, zejména problematice roztroušené sklerózy.